# Frontera entre Bulgaria y Grecia
La frontera entre Grecia y Bulgaria es la frontera internacional entre Grecia y Bulgaria, ambos Estados miembros de la Unión Europea, Bulgaria en proceso (aún con control fronterizo) y Grecia totalmente integrada en el espacio Schengen. Sigue un trazado en sentido oeste-este que empieza en el trifinio Bulgaria-Grecia-Macedonia y sigue hacia el este hasta el trifinio entre ambos estados y Turquía, por donde pasa el río Maritsa. Separa las periferias griegas de Macedonia Central y Macedonia Oriental y Tracia de las provincias búlgaras de Blagóevgrad, Smolyan, Kardzhali y Haskovo.

## Historia
Hasta las guerras balcánicas, Grecia solo tenía fronteras terrestres con el Imperio otomano. Como consecuencia de estos dos conflictos (el segundo entre Grecia y Bulgaria), durante el tratado de Bucarest (1913), la frontera quedó fijada en el valle del Nestos, unos pocos kilómetros al este del río. Bulgaria, aliada con las Potencias Centrales durante la Primera Guerra Mundial y, por lo tanto, al campo de los vencidos, perdió el acceso al mar Egeo durante el tratado de Neuilly y tuvo que ceder Tracia occidental a Grecia. Recuperó la región durante la Segunda Guerra Mundial, así como también parte de la Macedonia griega. Después de la guerra la frontera fue restablecida en su disposición de 1919.

## Aspectos estratégicos
La frontera grieco-búlgara está ampliamente formada por la cadena de los Ródopes, que hacen que Grecia y Bulgaria tengan una frontera relativamente fácil de defender. El valle del Estrimón es precisamente el punto de paso casi único, a través de un estrecho valle. El valle del Maritsa (Evros) es un punto de paso alternativo, en la frontera con Turquía, alejada de cualquier punto estratégico griego. La larga llanura costera tracia daría a la aviación naval griega la capacidad de repeler o retrasar un ataque.

## Problemas de las villaspomacas
La proximidad de las fronteras con Bulgaria y con Turquía llevó al final de la década de 1990 a las autoridades griegas a someter bajo administración militar las villas bulgarófonas y turcófonas del nómos de Evros, poblados esencialmente por una población de confesión musulmana. Este régimen, denominado en griego epitirumeni zoni ( "zona de vigilancia") en realidad suspendía el derecho común de los ciudadanos y de la administración civil en una serie de áreas (residencia, ciudadanía, movimiento, propiedad de bienes inmobiliarios, etc.). Se prohibió el acceso en esta zona a personas de fuera, excepto con permiso especial emitido por el Ministerio de Defensa griego.

## Puntos de paso
Los principales puntos de paso entre Bulgaria y Grecia son:
- Kulata (Bulgaria) - Promakhonas (Grecia) al oeste (valle del Estrimón)
- Svilengrad (Bulgaria) - Ormenio (Grecia) al este (valle del Evros)